# Josjkar-Ola
Josjkar-Ola (russisk: Йошкар-Ола; marisk: Йошкар-Ола, tr. Josjkar-Ola) er hovedstad i Republikken Marij El, Rusland med 274.715(2020) indbyggere. Josjkar-Ola blev anlagt som en militær fæstning i 1584 , efter den russiske indtagelse af Marij-området.

## Etymologi
Josjkar-Ola betyder rød by i marisk, før 1919 hed byen Tsarjovokoksjajsk (russisk: Царёвококшайск). Mellem 1919 og 1927 hed byen Krasnokoksjajsk (russisk: Краснококшайск), begge opkaldt efter Malaja Koksjaga-floden, der løber gennem byen.

## Geografi
Byen ligger i det flade område centralt i Mari-lavlandet, 50 km nord for Volga, på den sydlige grænse af tajgaen i et område med blandet skove, på bredden af floden Malaja Koksjaga, der deler byen i to.
Den bymæssige okrug "Josjkar-Ola by" er beliggende i centralt i Republikken Marij El og 862 km øst for Moskva. Josjkar-Ola bymæssige okrug er på alle sider omgivet af "Medvedevskij rajon". Nord for byen strækker floden Bolsjaja Osjlas flodslette sig, som dels er landbrugsjord og skov mod vest, nordvest og sydøst strækker landbrugsarealer sig, mens områderne mod syd og sydvest for byen er optaget af store skovområder.

### Klima
Josjkar-Ola har tempereret fastlandsklima med lange kolde vintre og varme somre. Den gennemsnitlige sommer temperatur: +17,2 °C. Den varmeste måned er juli med lufttemperaturer mellem 34 og 38 °C. I efteråret er vejret koldt og vådt med stærke vinde og kraftig regn og mulighed for tidlig frost og sne. Vinter begynder normalt i november mens den koldeste måned er januar. Foråret er generelt køligt og tørt. Den gennemsnitlige årlige nedbør er 548 mm.

## Historie
Josjkar-Ola blev etableret som en militær fæstning i 1584, efter Zar-Rusland havde indtaget Kasan-khanatet og Marij-området i 1552.
Under Sovjetiden, især efter anden verdenskrig, var byen et regionalt industri- og transportcenter og voksede til dens nuværende størrelse. Sovjetunionens sammenbrud førte til ophør af de fleste produktionsaktiviteter i området. En stor del af byens økonomiske aktivitet var herefter baseret på handlere, der transporterede varer (ofte kopivarer) fra Moskvas markeder til Josjkar-Olas basarer. Den kraftige nedgang i levestandarden førte til udvandring af uddannet arbejdskraft til større byer i Rusland.

## Økonomi
Tekst mangler, hjælp os med at skrive teksten